# Izumozaki, Niigata
Izumozaki (出雲崎町 Izumozaki-machi) là thị trấn thuộc huyện Santō, tỉnh Niigata, Nhật Bản. Tính đến ngày 1 tháng 10 năm 2020, dân số ước tính thị trấn là 4.113 người và mật độ dân số là 93 người/km2. Tổng diện tích thị trấn là 44,38 km2.

## Địa lý

### Đô thị lân cận
- Niigata
  - Nagaoka
  - Kashiwazaki